# Гергард Лібетрау
Гергард Лібетрау (нім. Gerhard Liebetrau; 25 січня 1921 — 17 червня 1994, Лейпциг) — німецький військовик, унтерофіцер вермахту, оберстлейтенант національної народної армії. Кавалер Лицарського хреста Залізного хреста.

## Біографія
В 1956 році вступив в ННА, виконував обов'язки командира полку. Імовірно, до цього служив в казарменній народній поліції. В 1957 році відправлений в резерв і очолив Товариство спорту і технологій в районі Карл-Маркс-Штадт.

## Нагороди
- Залізний хрест 2-го і 1-го класу
- Лицарський хрест Залізного хреста (11 березня 1945) — як унтерофіцер і командир взводу 1-ї роти 1-го батальйону 399-го гренадерського полку 170-ї піхотної дивізії.